# TMIGD1
TMIGD1‏ (Transmembrane and immunoglobulin domain containing 1) هوَ بروتين يُشَفر بواسطة جين TMIGD1 في الإنسان.